# Gran Turismo (авто)

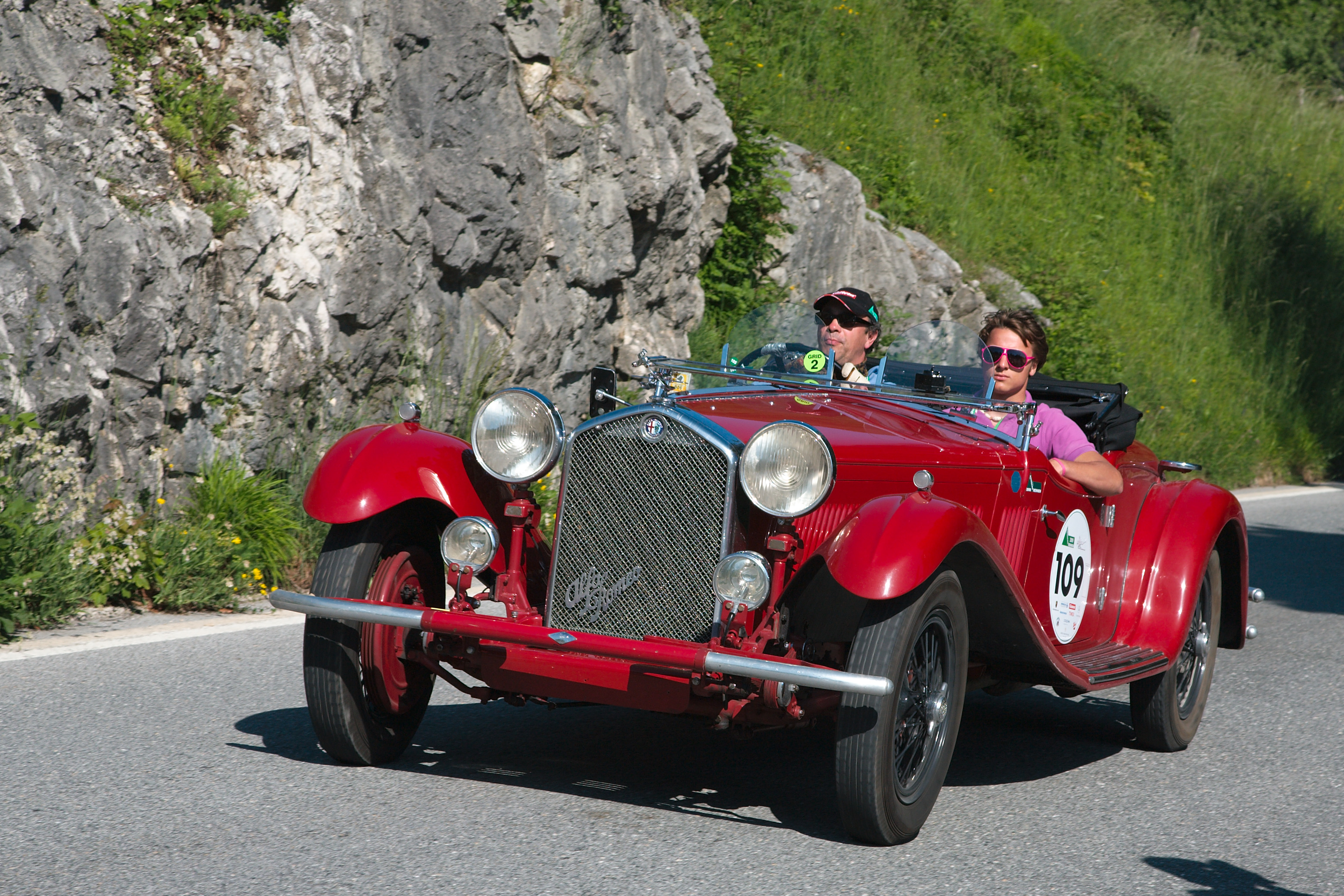
Alfa Romeo 6C 1750 Gran Turismo Compressore (1932)

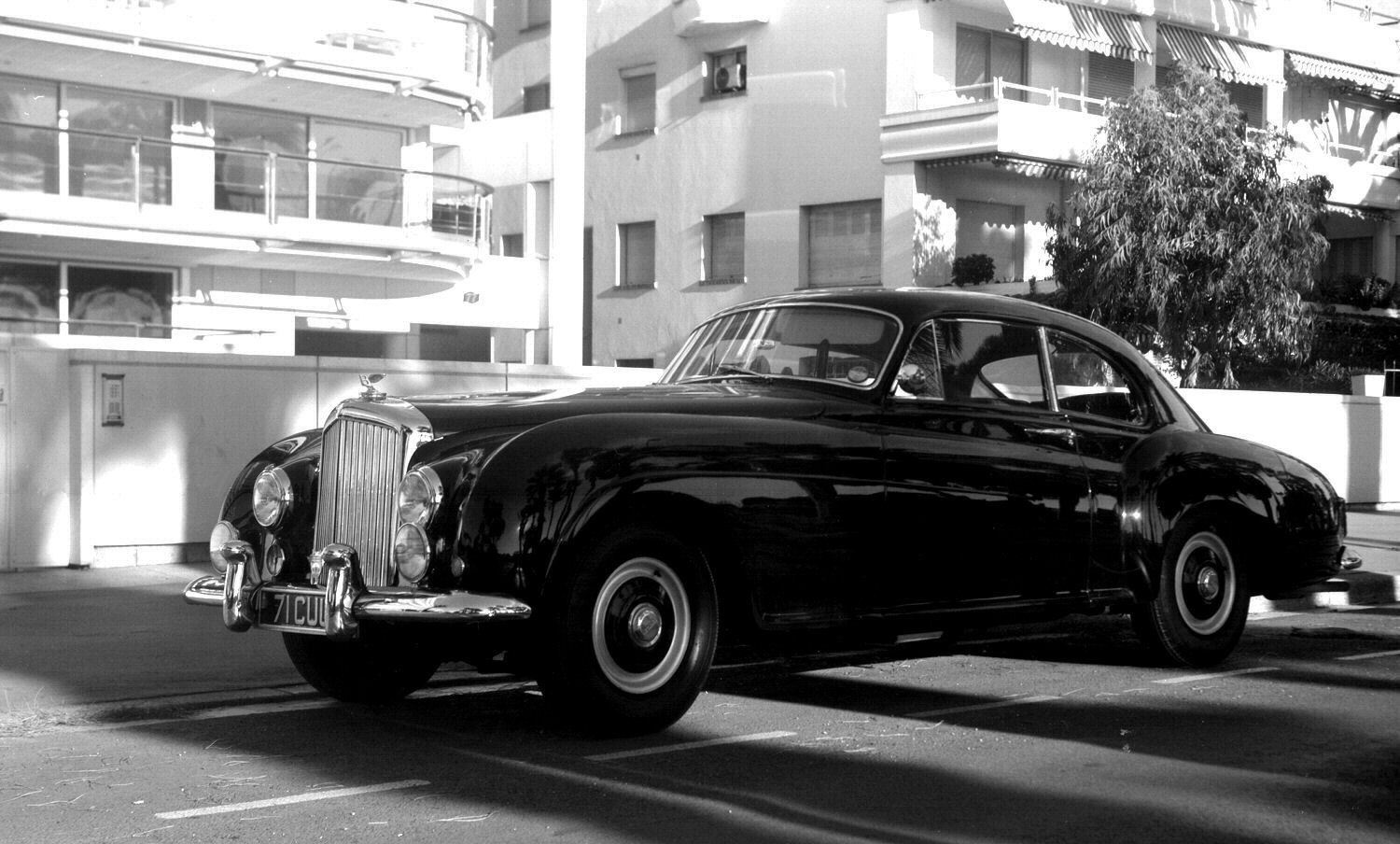
Bentley S1 Continental R-Type; кузов типа «фастбэк-купе» от ателье Mulliner Bodyworks (1953)

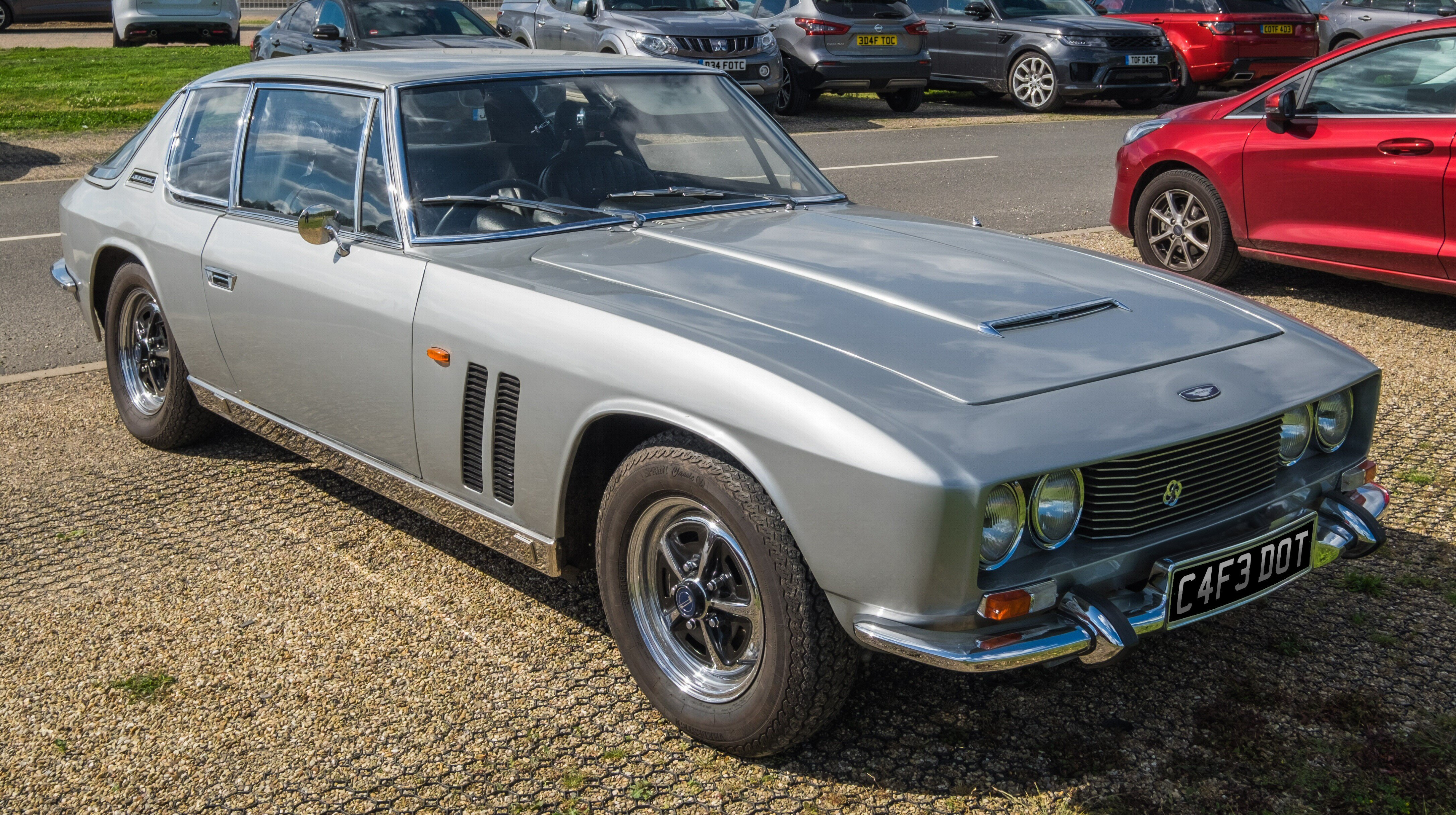
Первый в мире серийный GT с полным приводом Jensen FF (1966)

Gran Turismo (итал. Gran Turismo, англ. Grand Tourer, фр. Grand Tourisme, букв. «большое путешествие»), сокращённо GT — название класса высокоскоростных автомобилей с 2- или 4-местным кузовом купе, предназначенных для комфортного передвижения по дорогам общего пользования, а также обозначение гоночного класса в автомобильных соревнованиях. Прежде это название (Gran Tour) ранее использовалось для именования поездок через всю Европу в больших каретах, снабжённых всем необходимым для комфорта в дальней дороге.

## История
Названия итал. Gran Turismo, англ. Grand Touring, фр. Grand Tourisme и аналогичные им происходят от обозначения лёгких конных экипажей, предназначенных для быстрого и комфортабельного передвижения молодых европейских аристократов во время гран-тура.
Со временем это название стало применяться по отношению к быстроходным комфортабельным автомобилям. Их рассвет в Европе пришёлся на последнее десятилетие перед Второй мировой войной, когда автомобили такого типа с уникальным дизайном в относительно больших количествах строились по индивидуальным заказам кузовными ателье, в первую очередь французскими (Figoni et Falaschi, Saoutchik, Carrosserie Pourtout и многие другие, обычно на шасси таких фирм, как Delage и Delahaye), английскими, германскими (Gläser, Spohn) и чехословацкими (Sodomka, Wikow).
После войны в результате экономического упадка Европы, а также общей демократизации общества, популярность построенных по индивидуальным заказам автомобилей резко пошла на спад. Начиная с середины пятидесятых годов практически все гранд-туреры стали серийными моделями, хотя и с весьма ограниченным тиражом выпуска, а кузовные ателье в основном перепрофилировались в дизайн-ателье, не занимающиеся выпуском готовой продукции. Попытки возрождения былой славы таких фирм, как Delahaye, в этот период оканчивались провалом.
Новый пик популярности гранд-туреров пришёлся на конец 1950-х — середину 1960-х годов, когда на рынке GT доминировали в основном итальянские и британские фирмы — Alfa-Romeo, Ferrari, Maserati, Iso, Aston Martin, Jaguar, Bentley, Jensen и другие. Причём, если для британских моделей были в целом типичны более консервативный стиль и традиционные технические решения, то итальянская техника часто выделялась футуристическим дизайном и неординарной конструкцией. Общей же характерной чертой этого периода стала преимущественная ориентация многих производителей автомобилей этого класса на рынок США.
Явно перекликались с гранд-турерами по общей концепции и североамериканские автомобили категории Personal Luxury — Ford Thunderbird, Buick Riviera, Cadillac Eldorado и подобные им крупные и дорогие купе и кабриолеты, которые также сочетали высокие динамические характеристики с повышенной комфортабельностью; однако они отличались от настоящих европейских GT бо́льшим акцентом на роскошь, чем на спортивность, а также отсутствием отточенной управляемости, принесённой в жертву комфорту.
В СССР использовалось обозначение «автомобили спортивно-туристического типа», к которым относили некоторые из образцов «автосама», например спортивно-гоночный ГТЩ (ГТ Щербининых), «Сатана», «Юна», «Панголина», и так далее.
В настоящее время под воздействием изменившихся требований к комфорту, а также стандартов безопасности, границы между «чистыми» спортивными моделями и моделями Gran Turismo размываются, и можно сказать, что наиболее ощутимая разница между автомобилями этих классов пролегает в области позиционирования и маркетинга.
Исторически, абсолютное большинство автомобилей типа GT представляло собой сравнительно крупные купе или — реже — кабриолеты с мощными двигателями и классической компоновкой — двигатель спереди, ведущие колёса задние. Они приспособлены для повседневной езды, их габариты и масса больше, а подвеска мягче, чем у большинства спортивных автомобилей. GT — не техническое, а маркетинговое понятие, чётких технических границ этот класс автомобилей не имеет.
В 1966 году впервые начал серийно выпускаться автомобиль класса Gran Turismo с полным приводом — Jensen FF, задолго до того, как такое решение стало востребованным в данном классе машин. Но большое английское купе оказалось слишком тяжёлым и дорогим, плюс по конструктивным особенностям не могло иметь леворульной версии, что поставило крест на возможных поставках на североамериканский рынок, поэтому тираж ограничился 320 экземплярами. Эксперты-современники признали модель самой безопасной в мире с точки зрения управляемости.

## Спортивно-гоночные автомобили категории GT

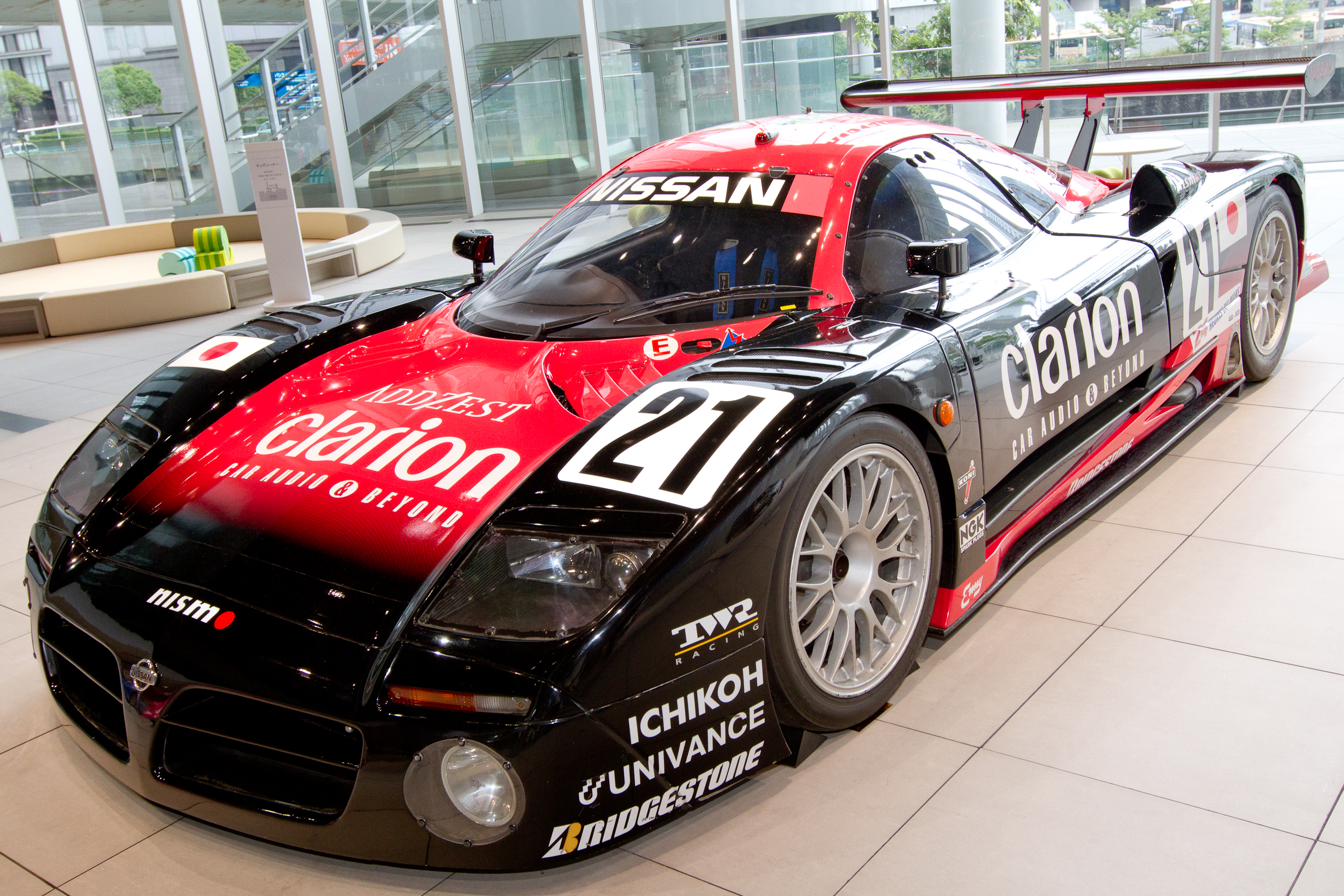
Гоночный автомобиль Nissan R390 GT1 (1997).

С серийными автомобилями класса GT не следует путать выделяемую FIA категорию спортивно-гоночных автомобилей GT, которая определяется как:

«Открытый или закрытый автомобиль с одной или более дверями на каждой стороне и минимум двумя местами, расположенными по одному, на каждой стороне продольной геометрической оси автомобиля, в полной мере отвечающий требованиям для движения по дорогам общего пользования и приспособленный для гоночных заездов на кольцевых треках или перекрытых участках трассы».
Иногда эти автомобили могут быть выполнены на базе серийных гранд-туреров, а чаще — чисто спортивных моделей, но нередко представляют собой и полностью уникальные конструкции, использующие от серийных моделей лишь отдельные агрегаты. В массовых количествах они не производятся и в свободной продаже не находятся.

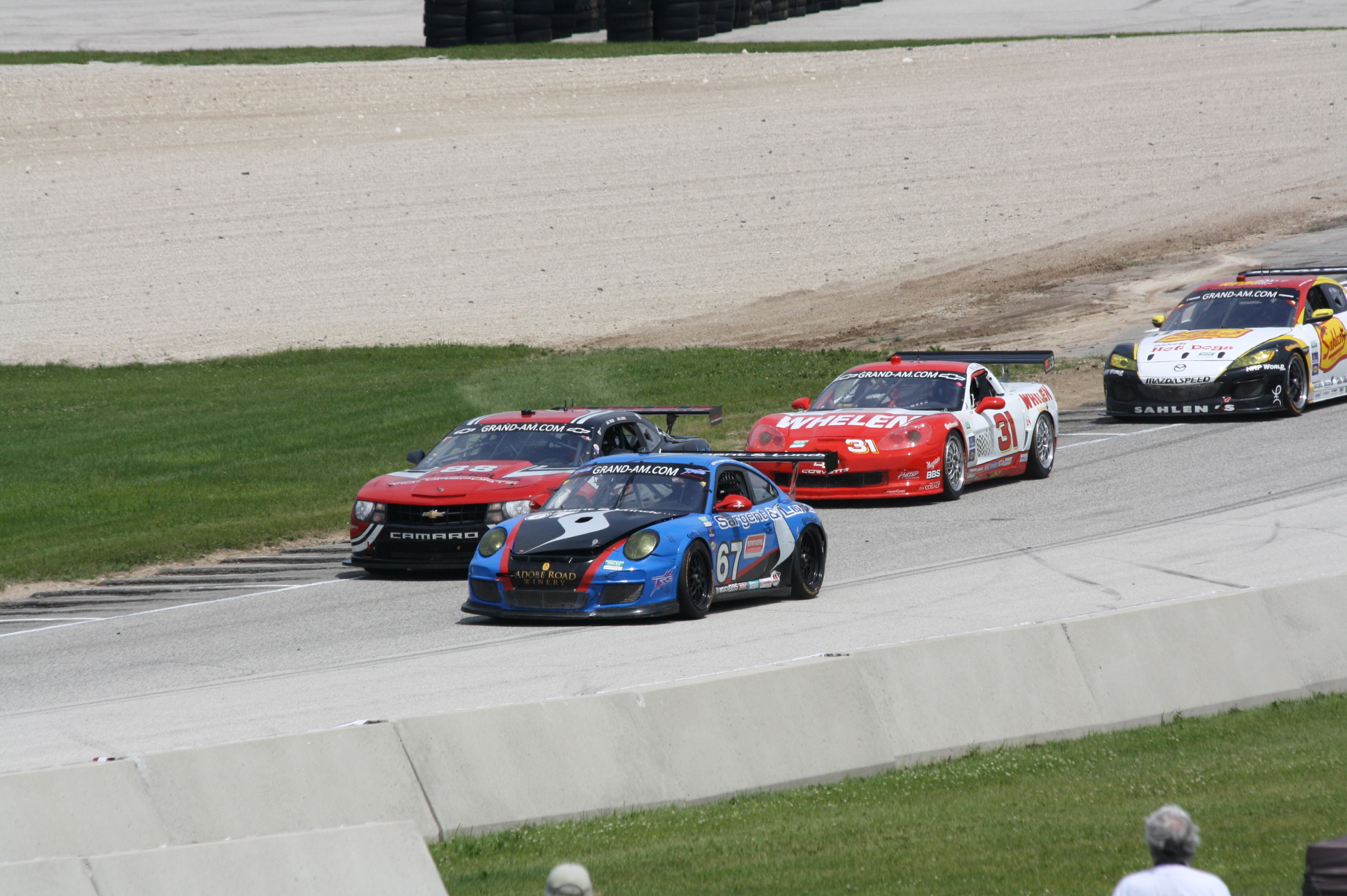
Соревнования автомобилей категории GT4.

По стандартам FIA-2004, гоночные автомобили категории GT подразделяются на подкатегории GT1, GT2, GT3 и GT4. Машины GT1 являются наиболее мощными и технически сложными.
GT1: минимальный вес — 1100 кг, мощность двигателей — 575–630 л. с.
GT2: минимальный вес — 1150 кг, мощность двигателей — 450–520 л. с.
GT3: минимальный вес — 1150 кг, соотношение веса к мощности 2,7 кг/л. с.
GT4: минимальный вес — 750 кг, соотношение веса к мощности 3,5 кг/л. с.

## Индексы GT
Часто буквы GT и связанные с ними обозначения используются в коммерческих обозначениях спортивных или имеющих спортивный имидж автомобилей. Здесь приведены расшифровки некоторых наиболее часто встречающихся вариантов таких обозначений.
- GTR (Gran Turismo Racing).
- GTO (Gran Turismo Omologato) — «автомобиль, допущенный к гонкам», то есть авто, подходящее по техническим характеристикам для участия в гонках класса GT.
- GTS (Gran Turismo Spider/Sport) открытая версия для «Spider».
- GTB (Gran Turismo Berlinetta) — купе с длинным капотом и плавно ниспадающей крышей (купе-фастбэк).
- GTV (Gran Turismo Veloce) — обозначение форсированных автомобилей класса GT;
- GTT (Gran Turismo Turbo).
- GTI или GTi (Gran Turismo Iniezione) — автомобиль оснащен топливным впрыском;
- GTE или GT/E (нем. Einspritzung) — немецкий аналог индекса GTI;
- GTA (Gran Turismo Alleggerita) — облегчённый автомобиль класса GT;
- GTAm (modified lightened car) — модифицированный облегчённый автомобиль класса GT;
- GTC (Gran Turismo Compressore/Compact/Cabriolet/Coupe) — компактный автомобиль класса GT
- GTD (Gran Turismo Diesel).
- HGT (High Gran Turismo).
- LM GTE (Le Mans Gran Turismo Endurance) — автомобиль, прошедший омологацию в Западном автомобильном клубе для участия в автогонках на выносливость.

## Примеры

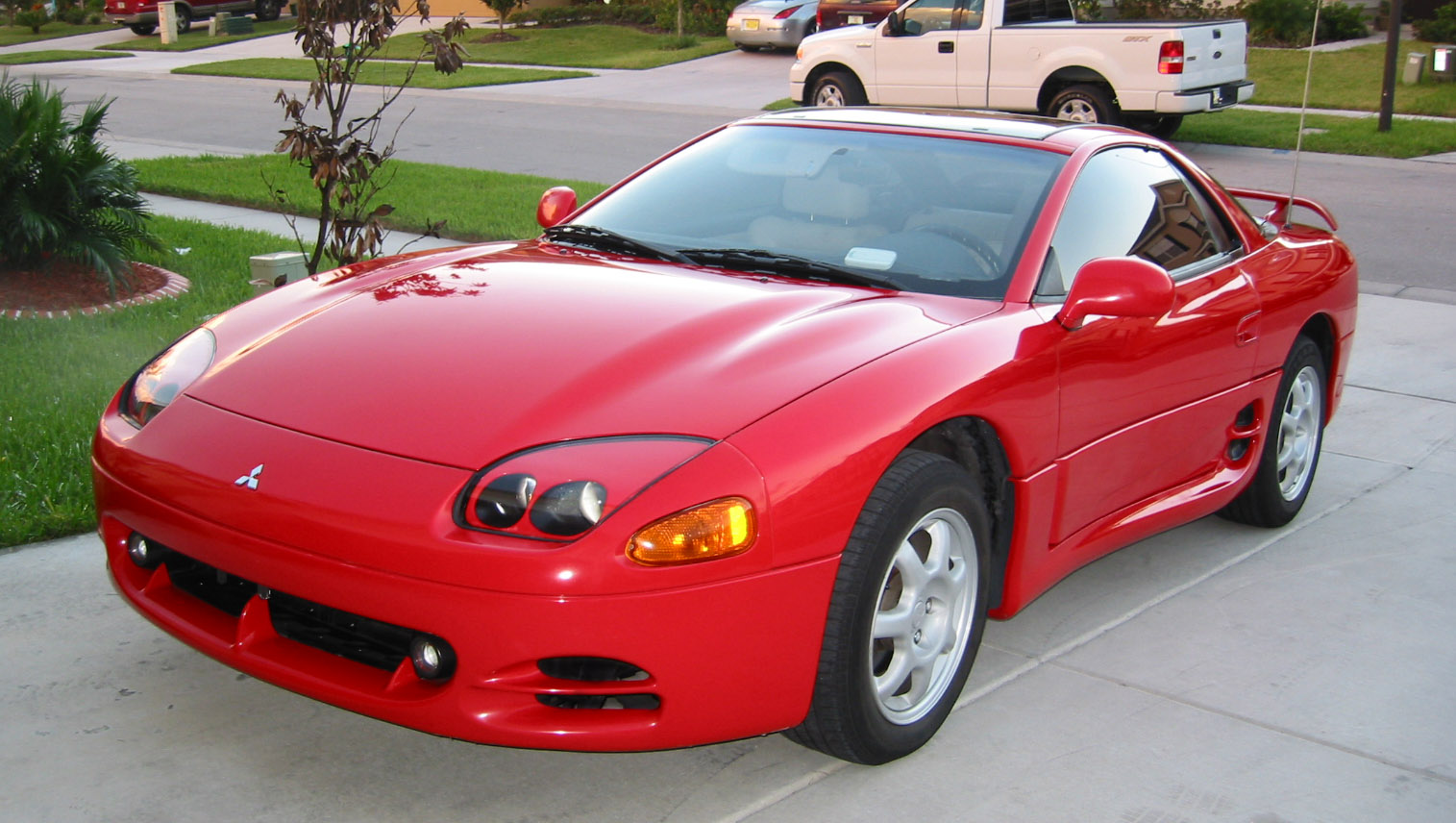
Mitsubishi 3000GT
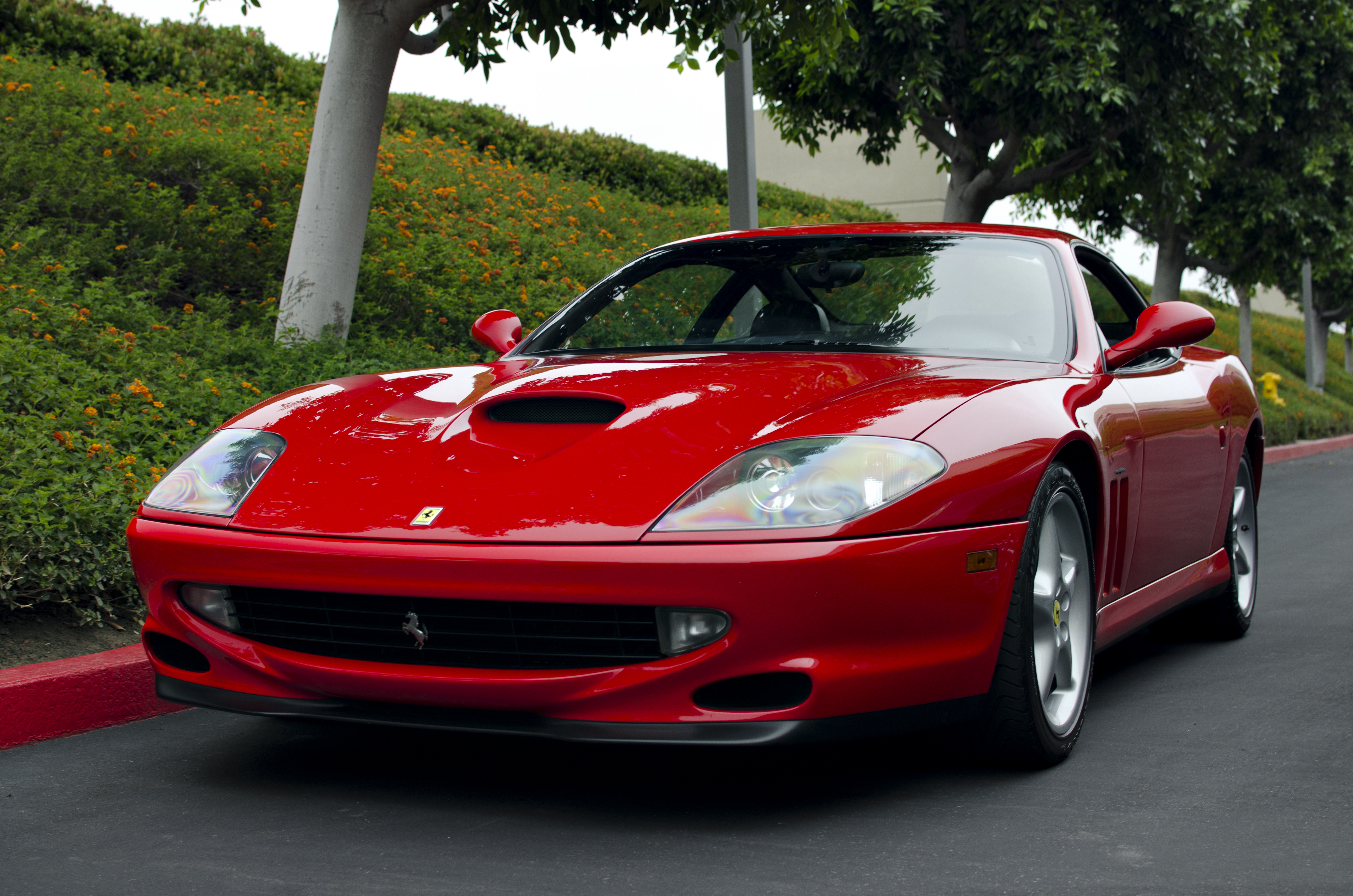
Ferrari 550 Maranello
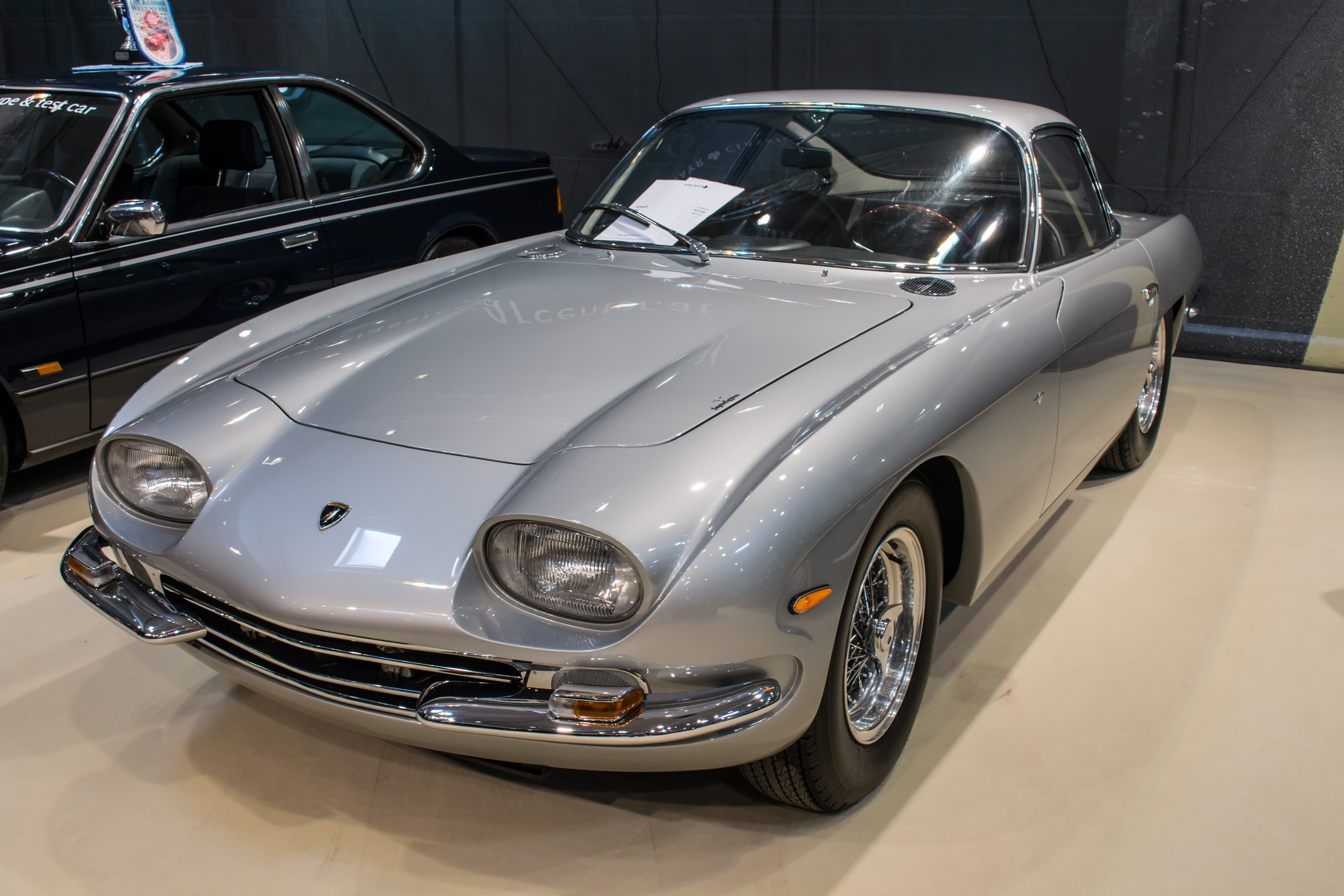
Lamborghini 350 GT
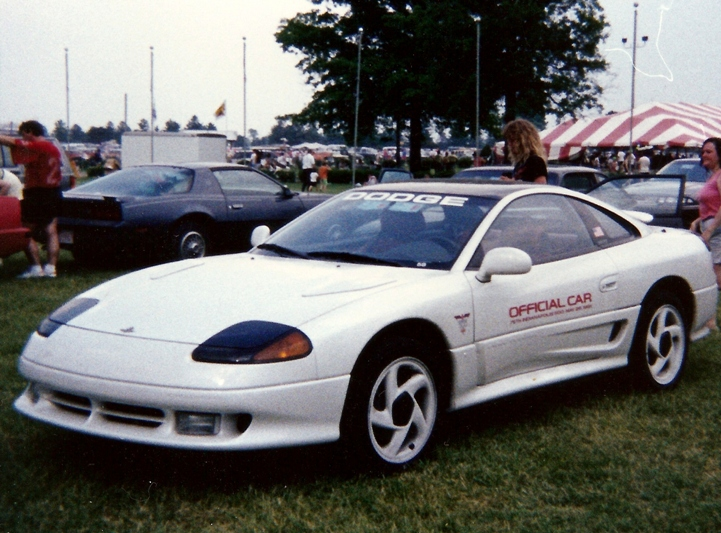
Dodge Stealth
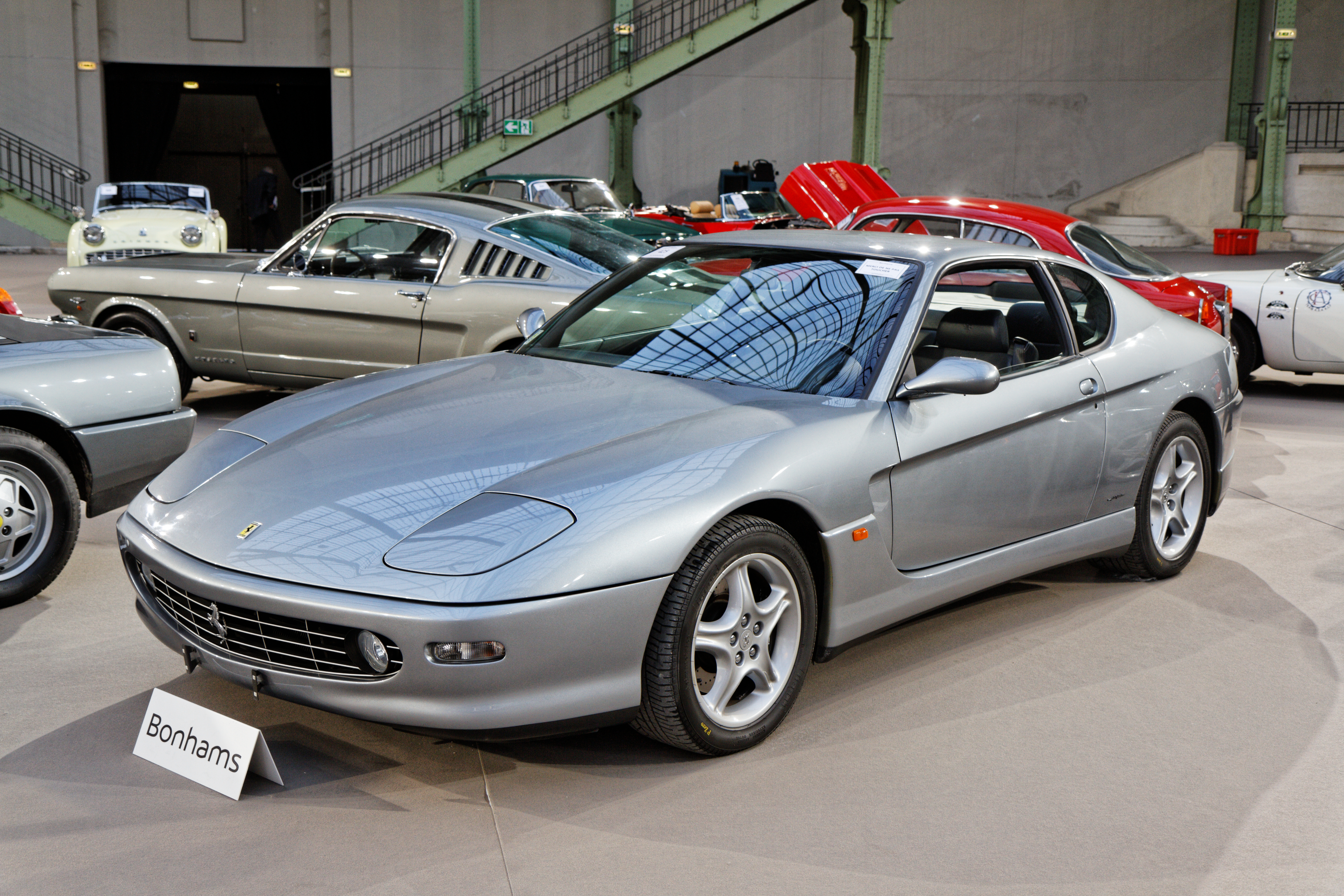
Ferrari 456
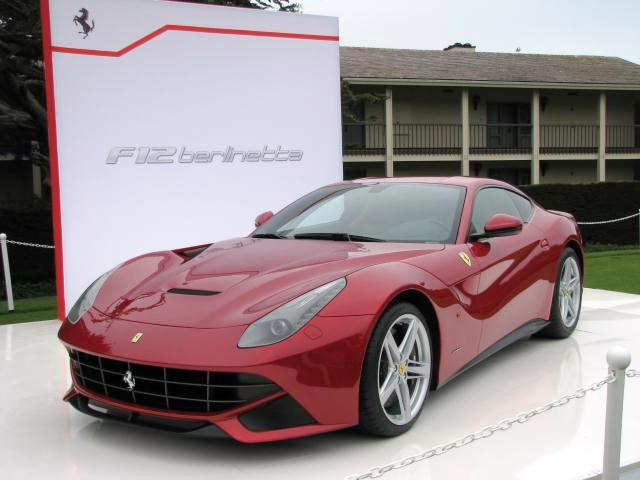
Ferrari F12berlinetta
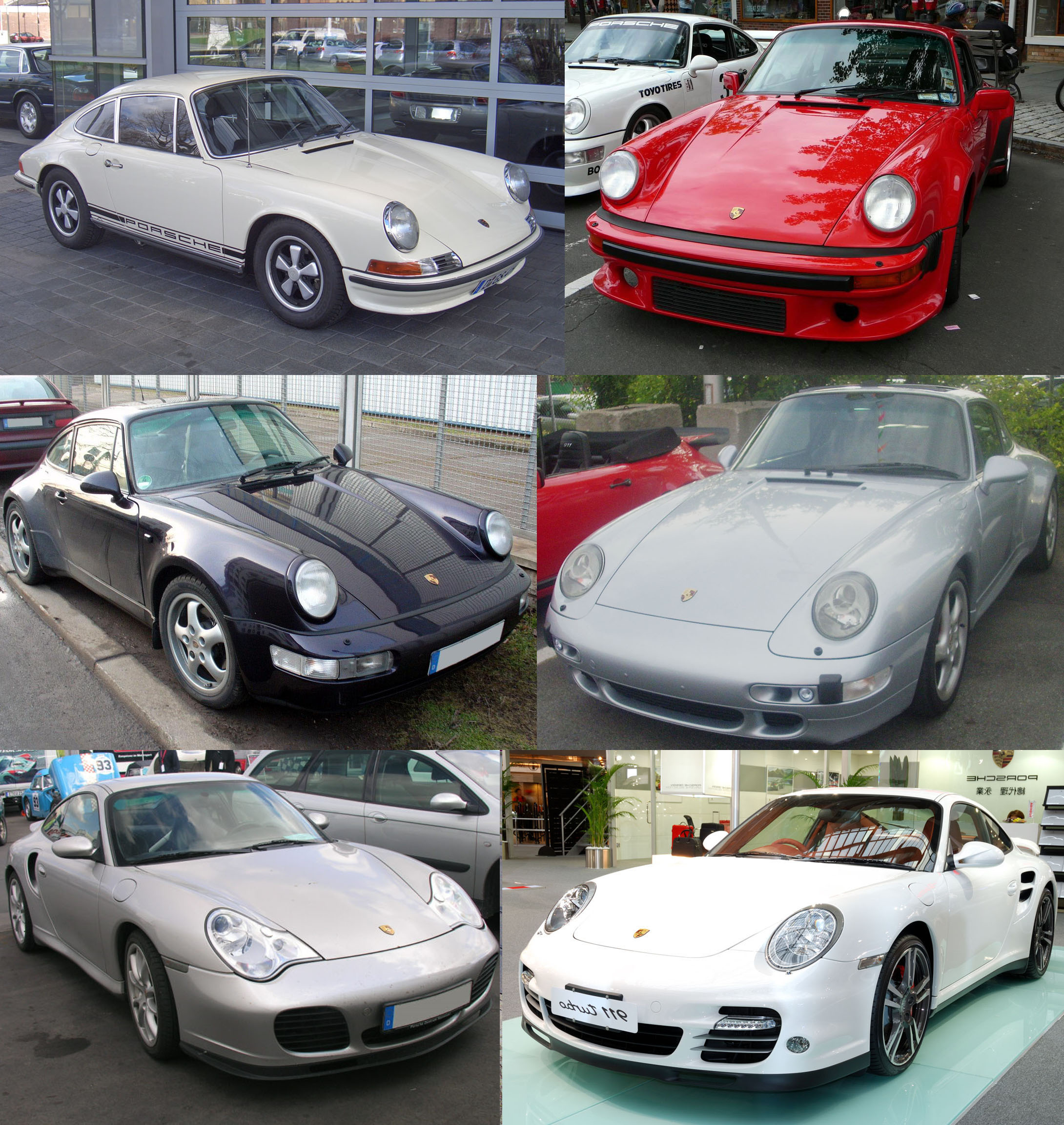
Porsche 911
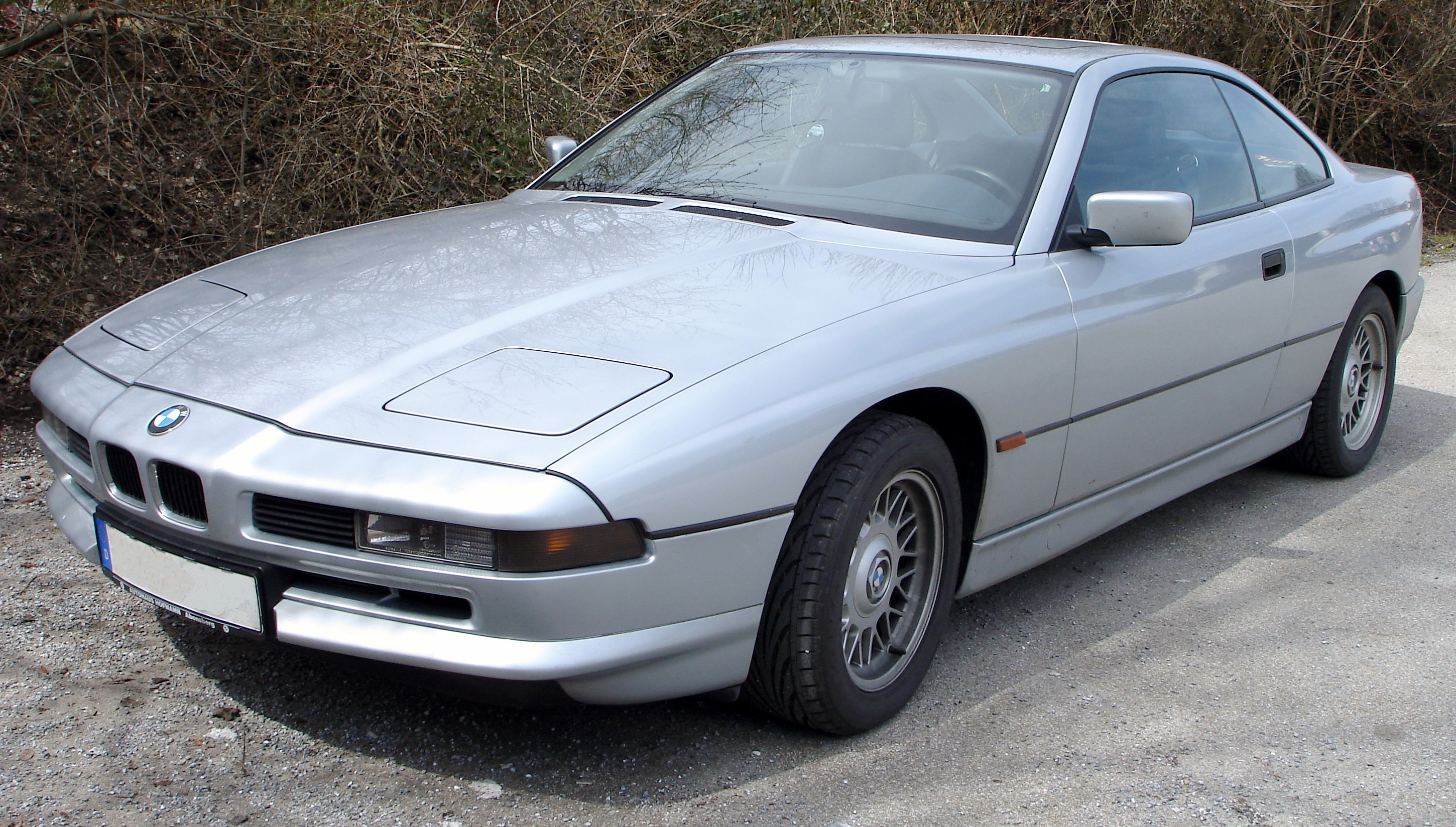
BMW E31
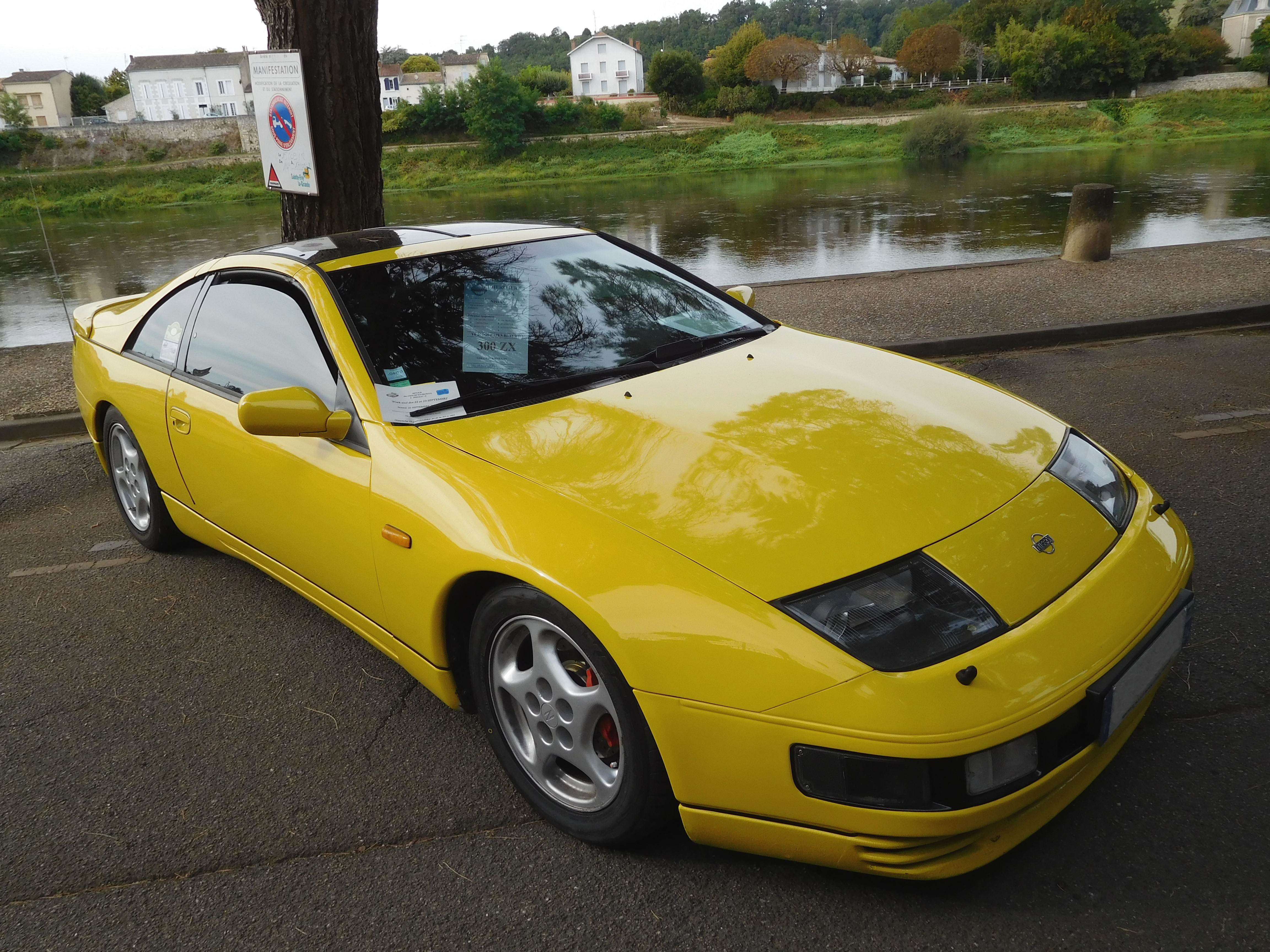
Nissan 300ZX
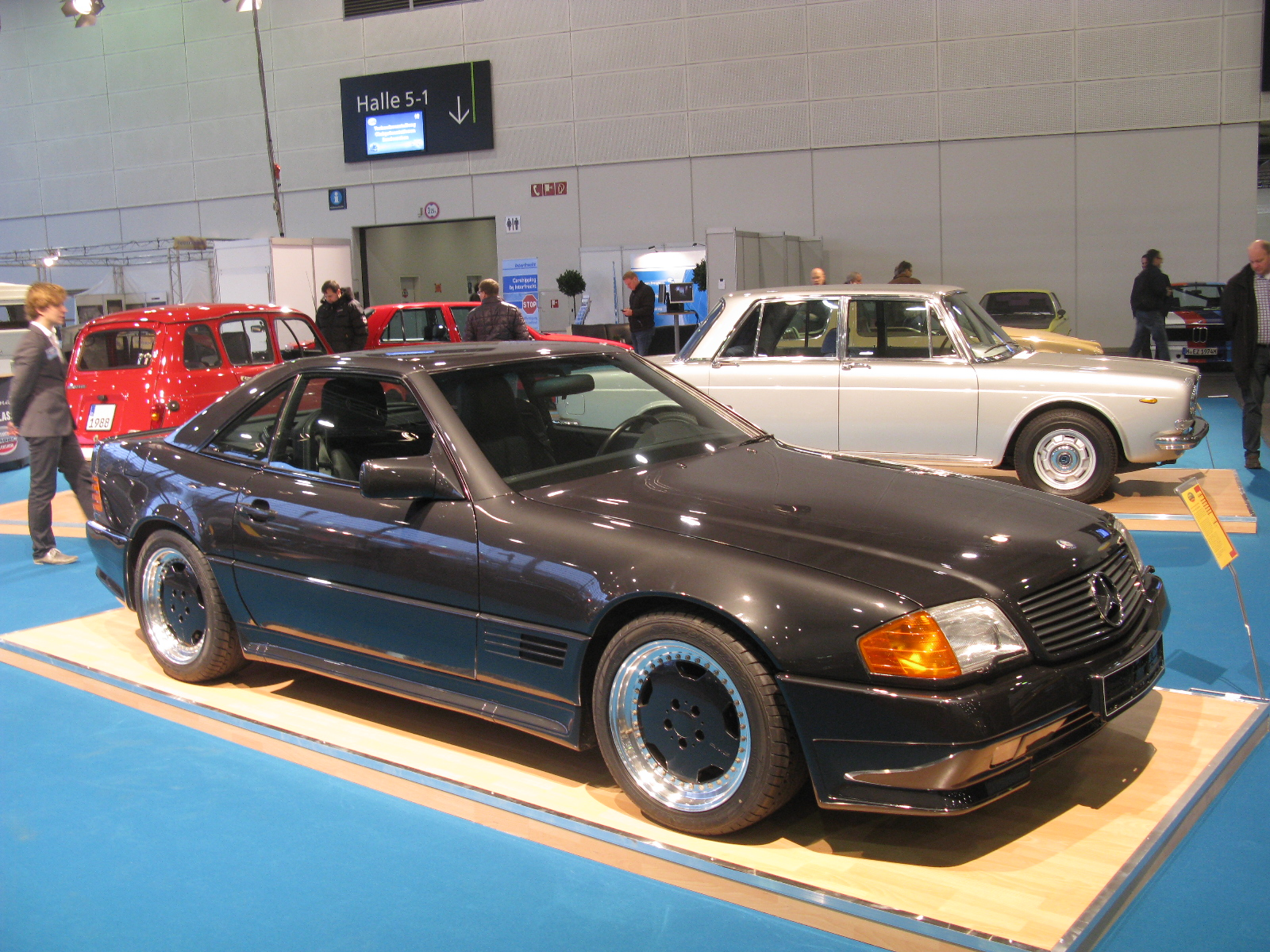
Mercedes-Benz R129
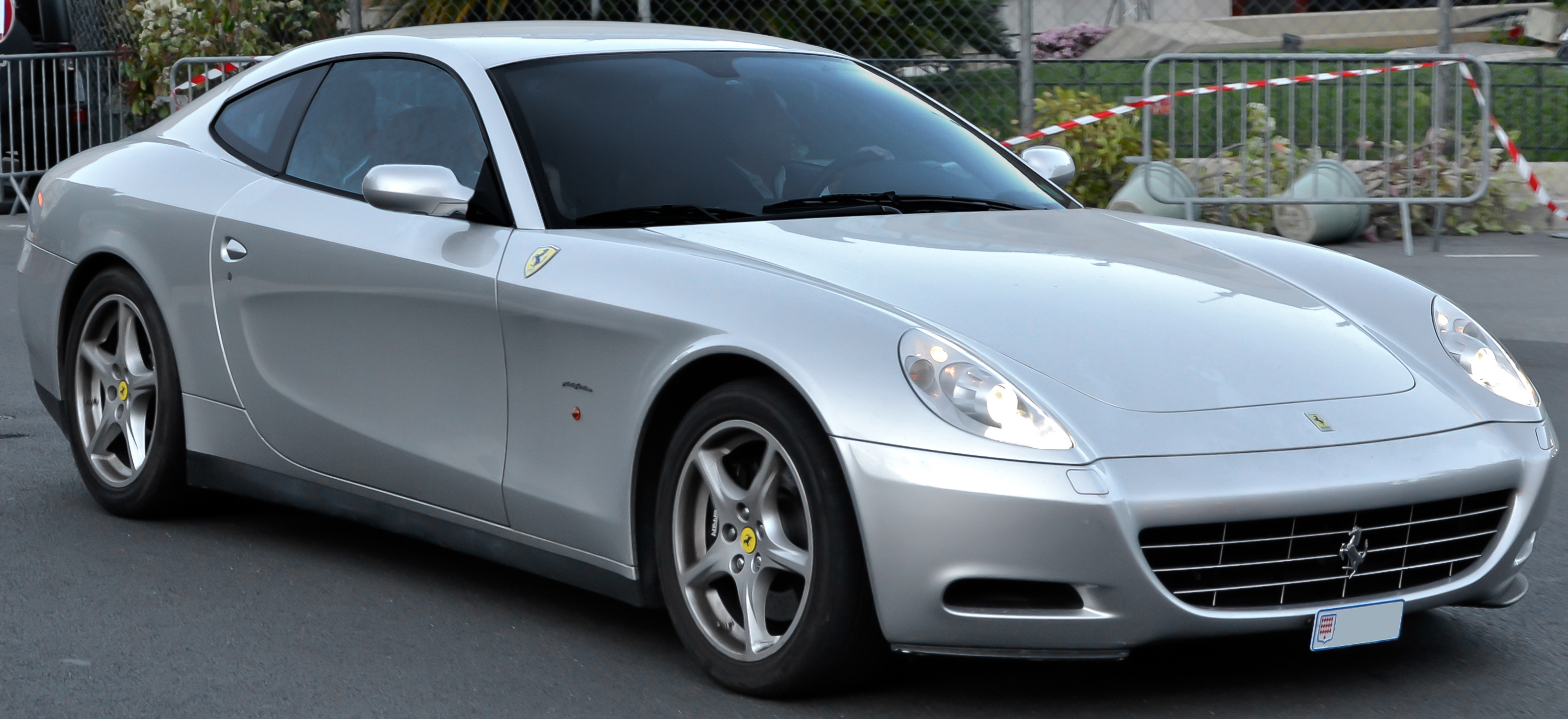
Ferrari 612 Scaglietti